# Hachioji Kuruma Ningyo
Hachioji Kuruma Ningyo es una compañía de teatro japonesa que ha estado en la familia del fundador del estilo de marionetas de kuruma ningyo desde el siglo XIX. La compañía fue nombrada Patrimonio Cultural Inmaterial por la ciudad de Tokio y Patrimonio Cultural Inmaterial de Folclore por el gobierno japonés. Desde mediados de 1990, la compañía ha sido dirigida por Koryu Nishikawa V, quien ha llevado el arte a la atención internacional, haciendo giras principalmente en Europa y América. 

## Teatro de títeres de Kuruma Ningyo
El teatro de títeres de Kuruma Ningyo es un estilo de manipulación de títeres. Como es derivado del antiguo bunraku, es parte de la herencia teatral de Japón, la cual tiene su origen en la expresión artística religiosa. Por esta razón, no es una forma de entretenimiento para niños como lo es en el Este, más bien es una forma de entretenimiento para las masas, representando historias de la literatura clásica japonesa y eventos famosos del Período Edo (siglo XIX).
La presentación inicia con el sanbaso, una danza de títeres que busca limpiar el escenario de malas energías y actúa como una petición para el éxito del show. Al igual que el bunraku, la actuación de los títeres en el escenario está acompañada por músicos shinnai (generalmente un cantante y alguien tocando el shamisen), un cantante narrativo principal (tayuu) y un asistente. La música de las tres cuerdas del shamisen sirve para resaltar los temas de fondo, emociones y otros elementos no verbales.
Lo que distingue al kuruma ningyo de su predecesor es cómo los títeres son manipulados en escena. "Kuruma" viene de rokuro-kuruma (un pequeño asiento con llantas) y "ningyo" que significa títere, títere en un carro. Títeres de más de un metro de alto se colocan en frente de un solo titiritero vestido de negro, el cual está sentado en un vehículo con ruedas. El uso de este asiento significa que hay un titiritero por títere, a diferencia de los tres necesitados para el bunraku, esto también permite el movimiento de los títeres por todo el escenario, en vez de solo un limitado plano horizontal.
La unión de la marioneta a la parte frontal de la persona vestida de negro permite al titiritero que coincidan elementos como las manos, los pies y la cabeza para lograr movimientos más realistas como los pies caminando, permitiendo crear una ilusión más sencilla del títere moviéndose por su cuenta. La mano derecha del títere es controlada por la mano derecha del titiritero, y los pies están unidos respectivamente a los dedos del titiritero agarrados por clavijas bajo los pies del títere. Las cabezas se unen con un delgado cable que hace posible el movimiento de cabeza correspondiente. La mano izquierda es usada para manipular la mano izquierda del títere y a la vez manipula los párpados y/o la boca. Cuando se requiere, el titiritero debe manipular ambos brazos con su mano derecha, usando un estilo de manipulación más difícil.
Gran parte de su repertorio tradicional es similar al representado en el siglo XIX, usando música tradicional, historias y escenografía. La compañía regularmente se presenta con el maestro de la canción narrativa Shinnai Joruri:  Tsuruga Wakasanojo XI, quien ha sido designado un tesoro nacional viviente (portador del Patrimonio Cultural Intangible). Este título solamente lo poseen alrededor de solo 100 personas en todos los ámbitos artísticos y artesanales de Japón.
Sin embargo, bajo el mando del actual director la compañía ha experimentado con elementos no tradicionales e historias. Se han presentado con una gidayu (cantante/narrador) femenina, algo que es raro. También tienen una mayor calidad en el diseño del set y una iluminación más sofisticada comparada a la de la mayoría de las producciones de teatros de títeres.

## Historia de la compañía Hachioji
Kuruma ningyo se refiere a la técnica de los títeres, desarrollada a partir de 1872 por la familia Nishikawa. Hachioji es el nombre de la compañía, toma el nombre de un suburbio en el oeste de Tokio, donde se encuentra la sede de la compañía.
Desde su comienzo, este arte ha pasado a través de cinco generaciones, con todos los directores nombrados por el fundador original Koryu Nishikawa I. Iniciando a mediados de 1990, la compañía comenzó a tener presentaciones internacionales, dando giras en Europa, Asia y América. Se han presentado en países como Chile, Uruguay, Brasil, Hungría, República Checa, Suecia, Rusia, Canadá, Estados Unidos y Saipán, y en la mayor parte de Japón. Para los shows en Brasil, Chile y Uruguay, la compañía recibió el Premio Florencia Sánchez por la mejor obra extranjera en el Festival Internacional de Teatro en Uruguay. En 2013, la compañía fue invitada a representar a Japón en el 42.º Festival Internacional Cervantino en México.
Hachioji Kuruma Ningyo ha sido designado Patrimonio Cultural Intangible por la ciudad de Tokio en 1962 y posteriormente, Patrimonio Cultural Inmaterial de Folclore por el gobierno de la nación.

## Koryu Nishikawa V
El actual director (iemoto) de Hachioji Kuruma Ningyo es Koryu Nishikawa, la quinta generación con este nombre y ocupación, tomando el papel en 1996. Comenzó a estudiar el teatro de títeres de kuruma ningyo puppetry cuando tenía trece años, siendo aprendiz de su abuelo y su padre. Después estudió bunraku en la escuela National Bunraku Theater.
Nishikawa V ha internacionalizado la compañía y a sus producciones a cierto grado debido a su experiencia internacional. Aprendió trabajando con la compañía de teatro de Michael Meschke en Estocolmo y su trabajo muestra influencia de este período de tiempo donde enseñaba en el Marionette Theater Institute de Suecia en 1987. Esto incluye producciones dirigidas a audiencias internacionales y elementos extranjeros tales como bailarines de flamenco.
Nishikawa continúa la tradición no solo para la siguiente generación de su familia, sino también para la juventud de Japón, estableciendo el pasajero teatro de títeres tradicional al festival de títeres de la siguiente generación para promover el teatro de títeres japonés.
En 2004, su ciudad natal lo nombró embajador cultural.